# 蔵林寺 (秦野市)

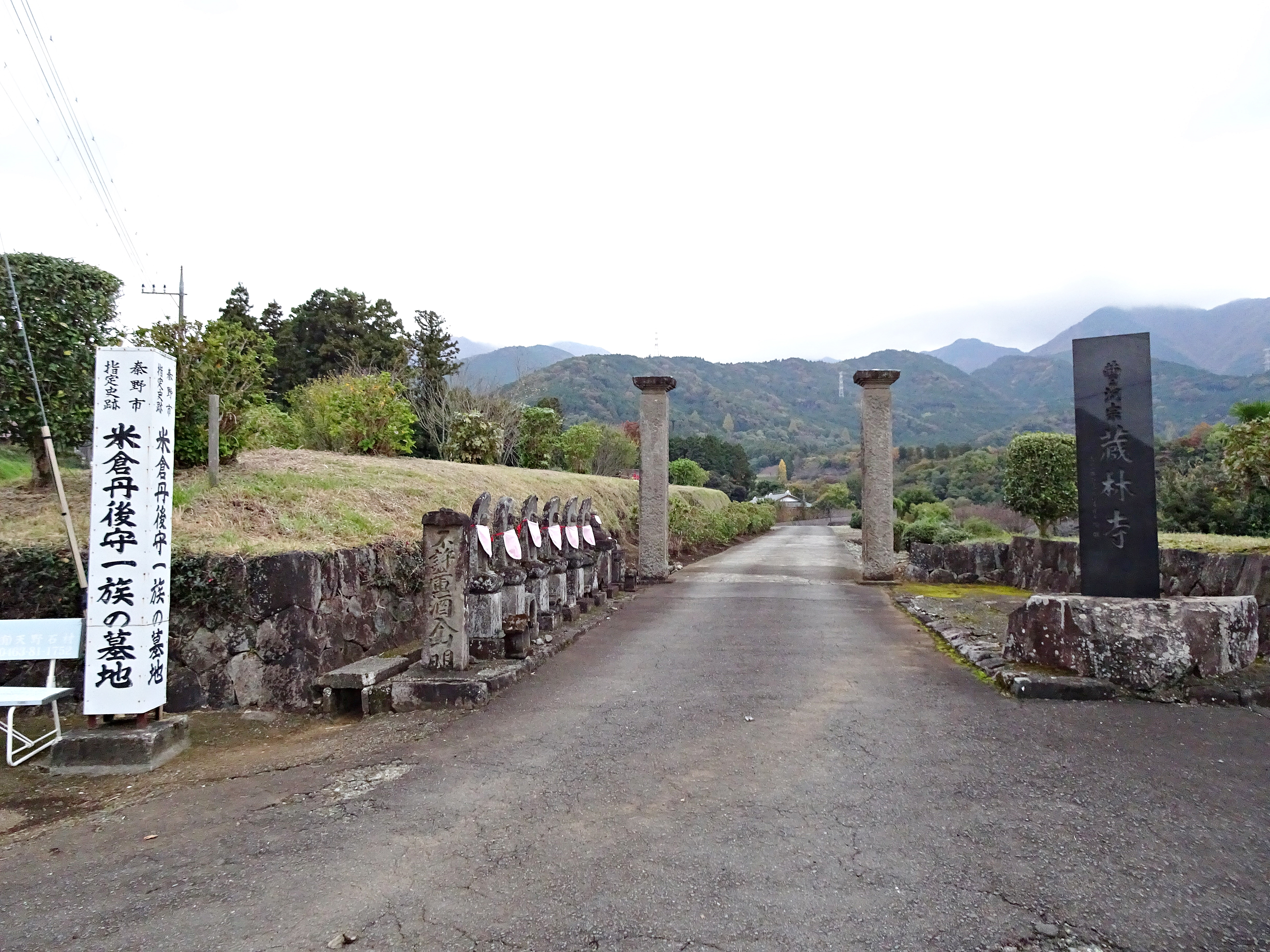
蔵林寺山門

蔵林寺（ぞうりんじ）は、神奈川県秦野市にある曹洞宗の寺院。

## 歴史
享徳年間（1452年 - 1455年）に開山された。その後、文明年間（1469年 - 1487年）に現在地に移転した。
江戸時代、当地は旗本米倉氏の所領となった。その米倉家当主の米倉昌尹によって中興され、菩提寺となった。昌尹は江戸幕府第5代将軍徳川綱吉の下で頭角を現し、ついに大名に昇格し六浦藩を立藩した。その六浦藩主米倉家一族の墓がある。

## 文化財
- 米倉丹後守一族の墓地（秦野市指定史跡 昭和43年指定）[3]

## 交通アクセス
- 路線バス蔵林寺停留所より徒歩3分。